# Котловец, Михаил Павлович

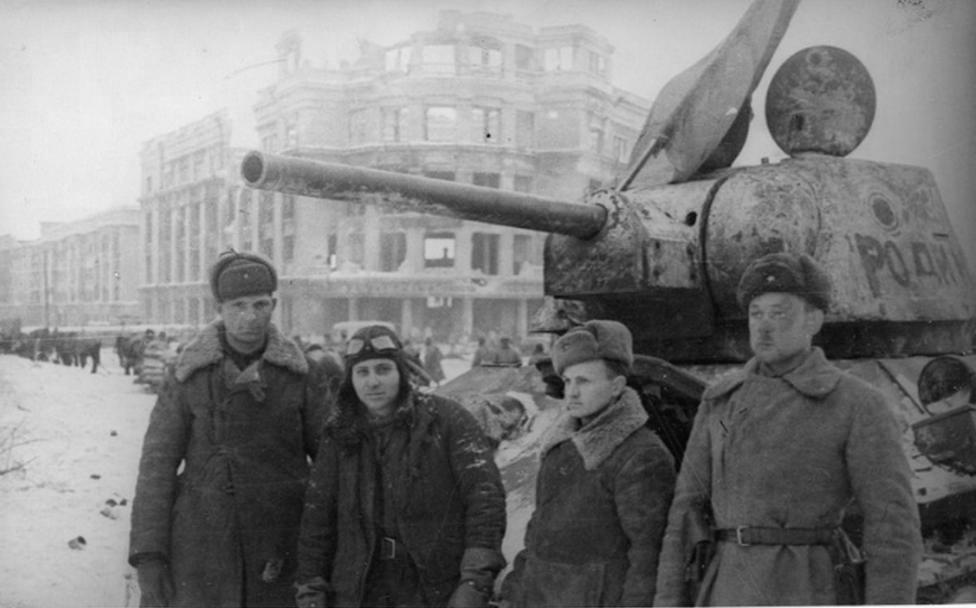
М.П. Котловец в Сталинграде, крайний справа.

Михаил Павлович Котловец (25 октября 1914 — 6 октября 1944) — Гвардии капитан Рабоче-крестьянской Красной Армии, участник Великой Отечественной войны, Герой Советского Союза (1945).

## Биография
Михаил Котловец родился 25 октября 1914 года в деревне Лешня (ныне — Мозырский район Гомельской области Беларуси). В 1938 году он окончил Минский педагогический институт. В том же году Котловец был призван на службу в Рабоче-крестьянскую Красную Армию. В 1941 году он окончил курсы младших лейтенантов при Харьковском танковом училище. С июня того же года — на фронтах Великой Отечественной войны. В составе 90 танковой бригады Донского фронта участвовал в Сталинградской битве. К январю 1944 года гвардии капитан Михаил Котловец командовал танковым батальоном 41-й гвардейской танковой бригады 7-го механизированного корпуса 2-го Украинского фронта. Отличился во время освобождения Украинской ССР.
7 января 1944 года батальон Котловца участвовал в бою за станцию Лелековка к западу от Кировограда, уничтожив 7 танков противника.
13 апреля 1944 года батальон переправился через Днестр в районе села Ташлык Григориопольского района Молдавской ССР и захватил плацдарм на его западном берегу. Развив с плацдарма наступление, он успешно прорвал вражескую оборону на государственной границе СССР с Румынией. В тех боях Котловец лично уничтожил 4 танка и 2 САУ противника.
6 октября 1944 года он погиб в бою. Похоронен в Тирасполе.
Указом Президиума Верховного Совета СССР от 24 марта 1945 года за «образцовое выполнение боевых заданий командования на фронте борьбы с немецкими захватчиками и проявленные при этом мужество и героизм» гвардии капитан Михаил Котловец посмертно был удостоен высокого звания Героя Советского Союза. Также был награждён орденом Ленина, двумя орденами Красного Знамени, орденами Александра Невского, Отечественной войны 1-й степени и Красной Звезды, рядом медалей.
В честь Котловца названы улицы в Тирасполе, Кишинёве и Мозыре.